# اپرای ملی اسرائیل

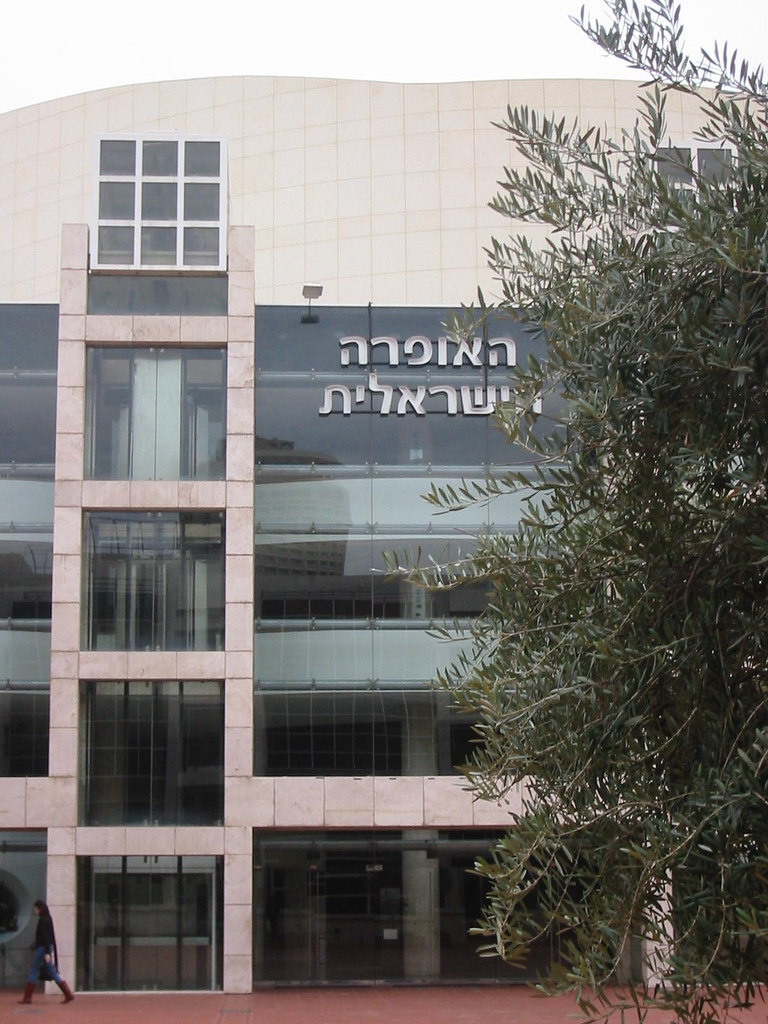
تصویری از ساختمان اپرای ملی اسرائیل در شهر تل‌آویو که به افتخار گلدا مئیر نام‌گذاری شده است.

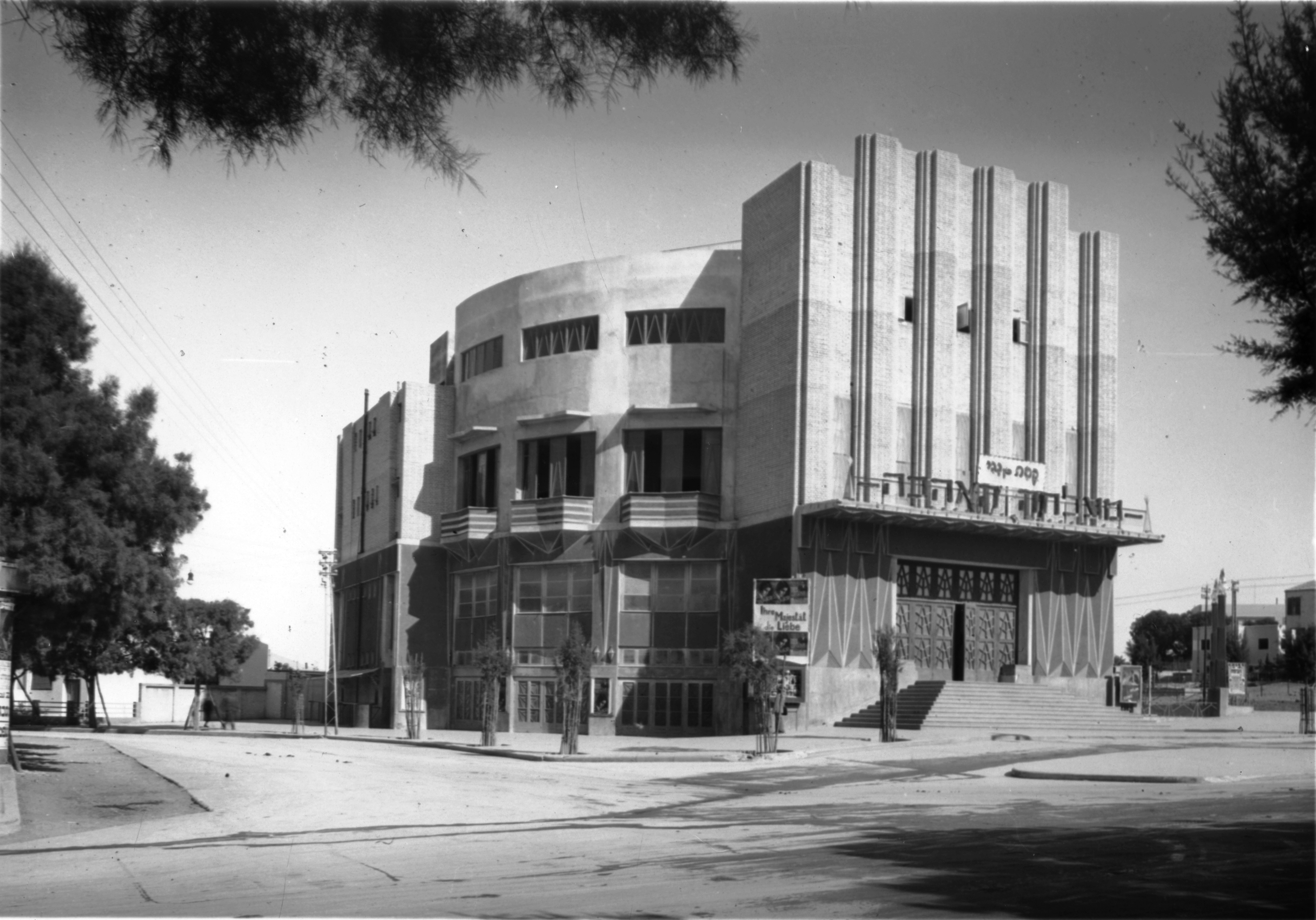
تصویری از سینما موگربی در خیابان آلنبی، اولین مکانی که اپرای ملی اسرائیل در آن مستقر شد.

اُپرای ملی اسرائیل (به عبری: האופרה הישראלית תל) نام تالار بسیار مُدرنی است که در شهر تل‌آویو قرار دارد. ساختمان و تالار اپرای ملی اسرائیل در سال ۱۹۹۴ میلادی افتتاح شد. اپرای ملی اسرائیل از مهم‌ترین اماکن توریستی در شهر تل‌آویو به شمار می‌رود. این مکان به افتخار گلدا مئیر، سیاست‌مدار و نخست‌وزیر سابق اسرائیل به نام وی نام‌گذاری شده‌است.

## تاریخچه
در نوامبر ۱۹۴۵ میلادی، سه سال پیش از اعلام موجودیت اسراییل، باتلاش یک هنرمند سوپران مشهور آمریکایی که به سرزمین اسراییل آمده بود، اپرای ملی اسرائیل پایه‌گذاری شد. در سال ۱۹۸۵ میلادی اپرا در اسراییل از شکوفائی بیشتری برخوردار گردید و برگ تازه‌ای از تاریخ آن گشوده شد. نهایتاً در سال ۱۹۹۴ میلادی و در پی افتتاح تالار عظیم اپرای ملی، این هنر رشدی چشمگیر یافت و همکنون بسیاری از بهترین بازیگران، خوانندگان و هنرمندان اپرا در سطح جهانی، در اپرای ملی اسرائیل به اجرای برنامه می‌پردازند.